# Oscar Conti
Oscar Conti, más conocido por su seudónimo Oski (Buenos Aires, 12 de noviembre de 1914 - ibídem, 30 de octubre de 1979) fue un dibujante y humorista argentino. Es considerado uno de los ilustradores humorísticos más importantes de Argentina en el siglo XX.

## Biografía

### Inicios
Nació en Buenos Aires el 12 de noviembre de 1914. Al comenzar a estudiar en la Escuela Nacional de Bellas Artes, en la que luego se diplomó, realizaba dibujos publicitarios para pagarse los estudios. Estudió luego escenografía en la Academia Superior de Buenos Aires.
Al comenzar a publicar sus dibujos (en Cascabel, hacia 1943) adoptó el seudónimo Oski, avergonzado de trabajar en revistas, según confesara él mismo, poco antes de su muerte, en una entrevista con Juan Sasturain.
En sus primeros trabajos, al igual que en los de Landrú, se notaba cierta influencia de Saul Steinberg. Trabajaba por aquellos años en Vea y lea, Cabalgata, El hogar, Clarín y otras publicaciones. Pero donde sin duda alcanzó su mayor desarrollo y fama fue en Rico Tipo, en la que publicó su único personaje de tira cómica (Amarroto), páginas de chistes gráficos y, lo fundamental, ilustró textos de César Bruto. Bruto escribía una especie de periódico de página y media dentro de la revista llamado Versos y notisias (sic), de aristas delirantes, que salía ilustrado por las famosas "fotoskis", dibujos que ilustran las notas a la manera en que los periódicos hacen con las fotos.

### Madurez
Editó y dibujó su propia revista: Los cuadernos de Oski. Viajero infatigable, realizó cuatro viajes a Europa, cumpliendo en ellos estancias de trabajo, principalmente en Francia e Italia. En ambos países realizó ilustraciones para libros y diseños publicitarios.
Creó los diseños escenográficos para el montaje de La Putain Respectuese, de Jean Paul Sartre, en Santiago de Chile y el de Androcles and the Lion, de George Bernard Shaw, en Buenos Aires, en 1947 y 1953, respectivamente. En 1962 también diseño la escenografía del programa de televisión Juicio oral al paso emitido por Canal 9, que era guionado por Cesar Bruto y producido por Carlos Alberto Aguilar.
Ya en la década del '70, trabajó en la breve pero exitosa Satiricón, en la que de nuevo se vinculó a César Bruto para sus Brutos consejos para gobernantes. Con César Bruto también realizaron, a pedido de un laboratorio, unos Cuadernos de Medicina. De estos cuadernos surgió la idea de hacer El medicinal Brutoski ilustrado, recetas muy antiguas ilustradas a la manera que sólo él sabía.
Oski sentía pasión por los libros antiguos y la conjunción de éstos con sus ilustraciones generaba resultados humorísticamente sorprendentes. En esa línea están: Vera Historia de Indias (1958), Primera Fundación de Buenos Aires, llevada al cine en 1959 por Fernando Birri, Vera historia del deporte (1973) y las publicadas después de su muerte: El descubrimiento de América (1992) y Comentarios a las tablas médicas de Salerno (1999), .
Colaboró con muchas publicaciones de izquierda, entre ellas L’Unitá, Paese Sera y Vie nuove. Decidió vivir un tiempo en Cuba tras el triunfo de la revolución, e hizo otro tanto en Chile cuando asumió el gobierno de Unidad Popular, radicándose allí para trabajar en televisión y en la revista Cabro Chico.
Cuando volvió de Chile a Buenos Aires, en 1972, fue precisamente cuando colaboró en Satiricón, pero no soplaban buenos vientos para su mentalidad antirepresiva y en 1975 hizo su quinto viaje a Europa, esta vez a Barcelona, donde trabajó para la Editorial Lumen. De allí partió en 1976 a Roma y en 1979, enfermo, regresó a Buenos Aires, donde murió el 30 de octubre en una cama de hospital.

## Obra
Además de los títulos ya citados, cabe destacar: Bruta antología de Oski (1952), Oski en su tinta (1974) y los póstumos: Oski (1983) y El Maestroski (1989).
Entre los rasgos más característicos de sus dibujos, totalmente personales y con deliberado trazo infantil, pueden destacarse: 
- Sus pájaros, zancudos y sin alas, y tantas otras figuras que adornan sus ilustraciones con finos detalles a los que obliga a estar atento, puesto que resultan tan graciosos como las figuras principales.
- Sus figuras humanas, de cabezas alargadas y grandes narices, cuyos ojos suelen parecer huevos duros, saltones y blancos, donde muchas veces no dibuja la pupila.
- Los miembros curvos, desarticulados, sin codos ni rodillas.
- Las gotitas de sudor que pululan en los dibujos más dinámicos y las gotas de saliva que flotan siempre cerca de las bocas que gritan o respiran agitadas.